# Сандер, Тейлор
Те́йлор Са́ндер (англ. Taylor Sander; род. 17 марта 1992 года, Хантингтон-Бич) — американский волейболист, доигровщик национальной сборной, призёр Олимпийских игр.

## Карьера
Тейлор Сандер родился в Калифорнии, позднее поступил в Университет Бригама Янга, где играл в составе университетской команды «Кугуары» и в 2014 году признавался лучшим игроком американской студенческой лиги.
В 2014 году Сандер переехал в Италию, где подписал контракт с клубом «Кальцедония» из Вероны. В 2016 году в составе итальянцев выиграл Кубок вызова, обыграв в финале «Факел» из Нового Уренгоя. Потом непродолжительное время играл в чемпионатах Китая и Катара, в составе «Аль-Араби» стал чемпионом Катара. С 2017 года выступает в составе итальянского клуба «Кучине-Лубе».
В национальной сборной Сандер дебютировал в 2012 году. В 2014 году помог американцам выиграть Мировую Лигу, по итогам которой вошел в символическую сборную, получил приз самому ценному игроку, а также показал лучший процент в атакующих действиях. В том же году играл в составе американской команды на чемпионате мира, однако там он не показал такой же выдающейся игры, а его команда осталась без медалей, заняв седьмое место.
В 2015 году Сандер завоевал вторую медаль Мировой Лиги, став на этот раз бронзовым призёром.
В 2016 года на Олимпийских играх в Рио-де-Жанейро Тейлор был основным доигровщиком сборной и помог своей команде завоевать бронзовые медали. По итогам турнира Сандер вошел в тройку лучших подающих, а также показал лучший результат на приёме среди всех участников волейбольного турнира.
В сезоне 2019/20 должен был выступать за московское «Динамо», но из-за серьёзной травмы плеча и операции пропустил весь сезон. 
«Скра» подписала Сандера летом 2020-го и до декабря терпеливо ждала пока он полностью восстановится. «Скра» в сентябре 2021 года объявила о разрыве контракта с Сандером, который не приехал на сборы и два месяца не выходил на связь с представителями клуба. 